# Tiarno di Sopra
Tiarno di Sopra ist eine Fraktion der italienischen Gemeinde (comune) Ledro in der Provinz Trient, Region Trentino-Südtirol.

## Geographie
Die Ortschaft liegt im oberen Ledrotal auf einer Höhe von 749 m s.l.m. Die nordöstlich gelegene Provinzhauptstadt Trient ist in Luftlinie knapp 41 km entfernt, und in etwas mehr als einer Autostunde zu erreichen. Südlich von Tiarno di Sopra liegt der Lago d’Ampola, der als NATURA 2000 Schutzgebiet FFH-Gebiet Lago d’Ampola ausgewiesen ist und über ein eigenes Besucherzentrum verfügt. Tiarno di Sopra hat etwa 976 Einwohner und ist der größte Ort im Ledrotal.

## Geschichte

Ehemaliges Gemeindewappen

Tiarno di Spora war bis 2009 eine eigenständige Gemeinde. Nach einem Referendum am 30. November 2008 schloss sich Tiarno di Sopra mit dem 1. Januar 2010 mit den Gemeinden Bezzecca, Concei, Molina di Ledro, Pieve di Ledro und Tiarno di Sotto zur neuen Gemeinde Ledro zusammen. Letzter Bürgermeister von Tiarno di Sopra war Vito Oliari von der Lista civica. Im Mai 2010 wurde zusammen mit dem Gemeinderat und Bürgermeister ein Fraktionsvorsteher (Prosindaco) gewählt.

## Verkehr
An Tiarno di Sopra führt die Strada Statale 240 di Loppio e Val di Ledro vorbei, von der auf Höhe des Lago d’Ampola die Straße zum Tremalzopass abzweigt.

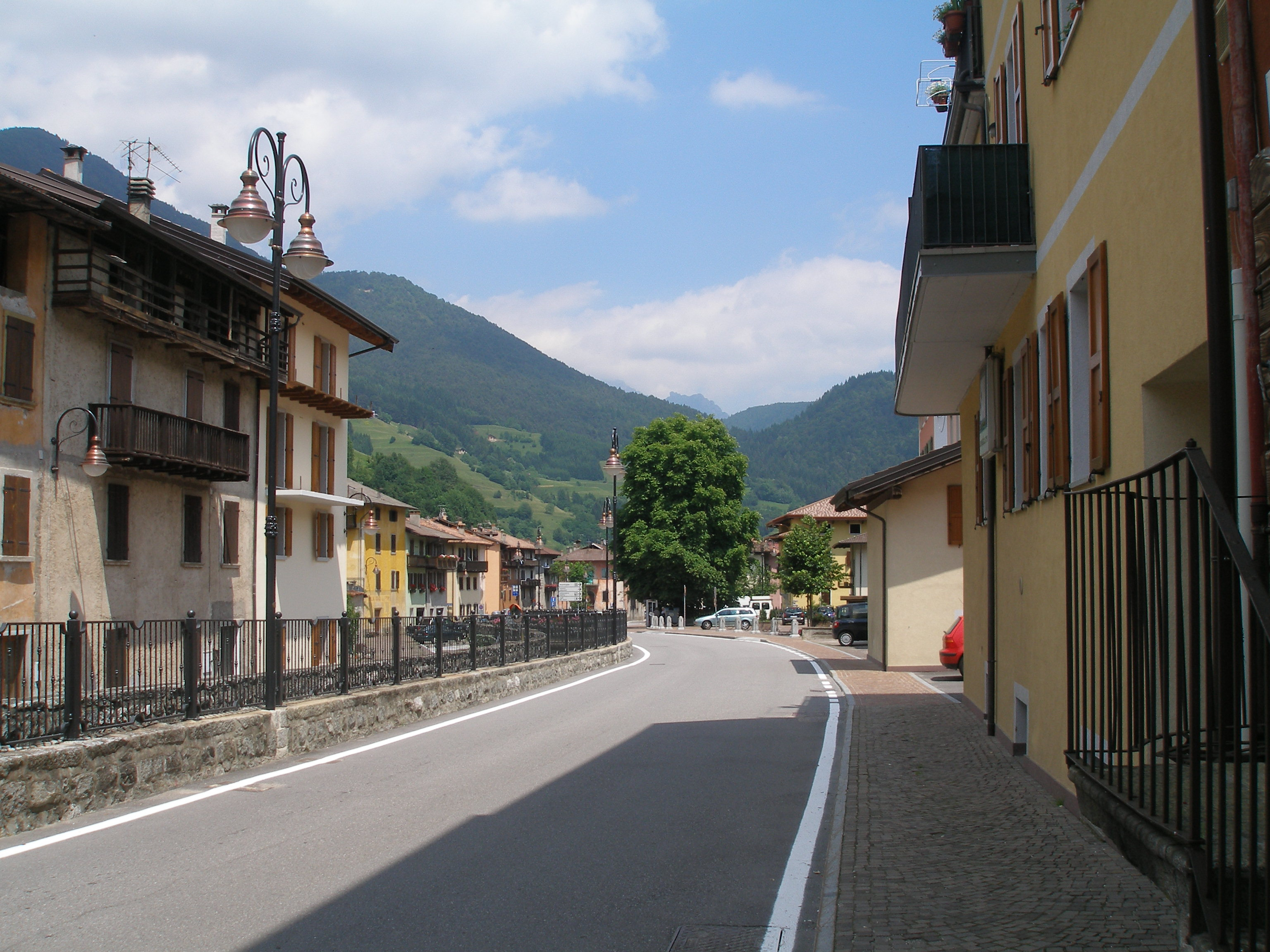
Hauptstraße
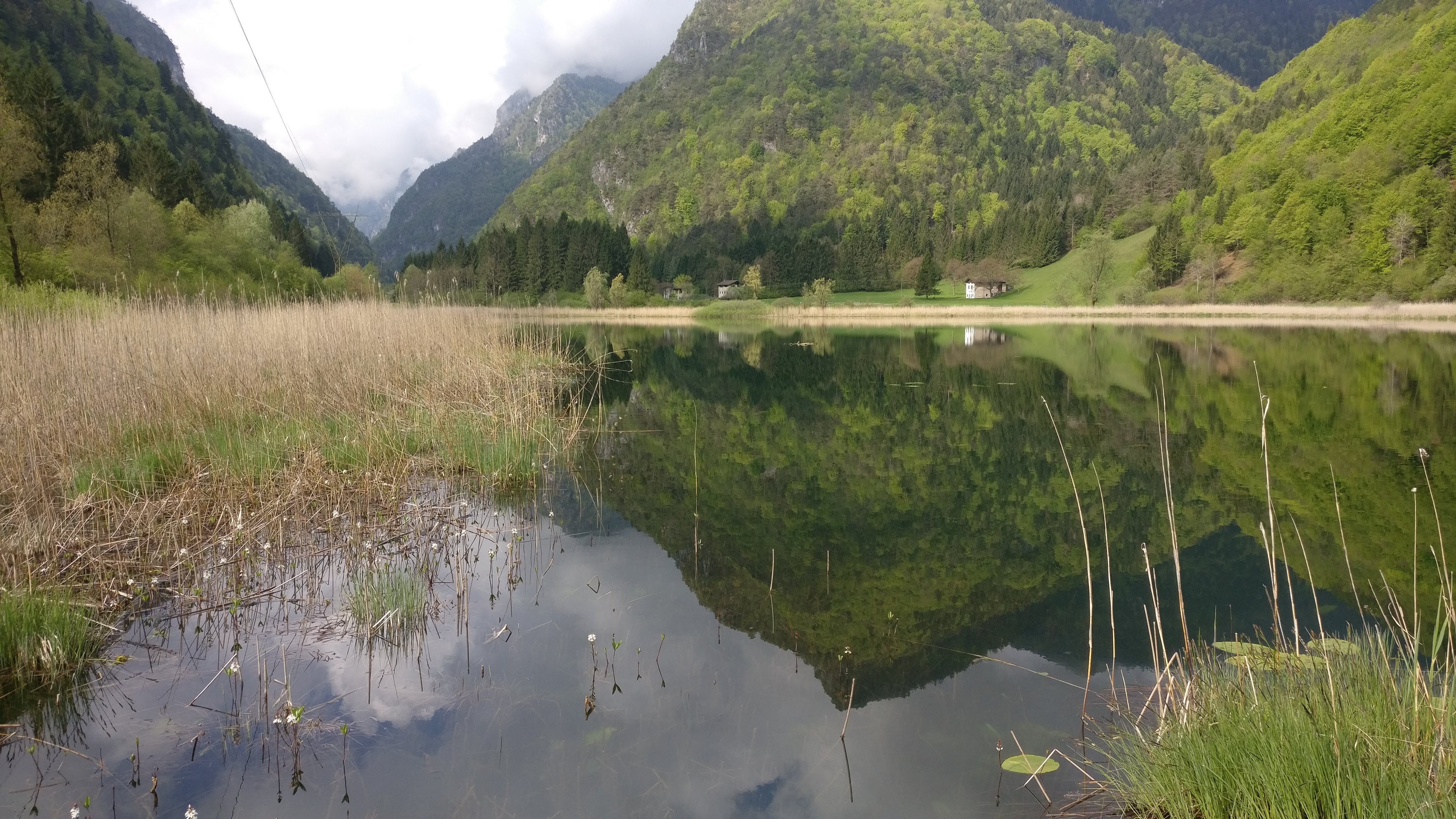
Lago d’Ampola